# Pico Posets
Pico Posets (aragonsky Tuca Llardana, 3 371 m n. m.) je druhou nejvyšší horou Pyrenejí (po Pico de Aneto). Nachází se na území španělské provincie Huesca v autonomním společenství Aragonie. Jako první vystoupil na vrchol 6. srpna 1856 H. Halkett.